# Cockburn Town
Cockburn Town a Turks- és Caicos-szigetek fővárosa, mely a Turk szigetcsoport, Grand Turk szigetén található. A Turks- és Caicos-szigeteki önálló misszió székvárosa. Lakosainak száma 4100 fő. A várost 1681-ben alapították. A lakosság túlnyomó többsége fekete.